# Funció d'Ackermann
En teoria de la computació, la funció d'Ackermann és una funció recursiva que pren dos nombres naturals com arguments i retorna un únic nombre natural. Com a norma general es defineix com segueix:
{\displaystyle A(m,n)={\begin{cases}n+1,&{\mbox{si }}m=0;\\A(m-1,1),&{\mbox{si }}m>0{\mbox{ i }}n=0;\\A(m-1,A(m,n-1)),&{\mbox{si }}m>0{\mbox{ i }}n>0\end{cases}}}
Ara bé, a efectes pedagògics es pot utilitzar una versió alternativa:
{\displaystyle f_{0}(x)=s(x)\,}
{\displaystyle f_{1}(x)=f_{0}^{x+2}(x)=s^{x+2}(x)}
{\displaystyle f_{2}(x)=f_{1}^{x+2}(x)=(s^{x+2})^{x+2}(x)}
{\displaystyle f_{k+1}(x)=f_{k}^{x+2}(x)}
On {\displaystyle s(x)} és la funció successora i {\displaystyle f^{n}(x)} és la funció potència (aquella que aplica f {\displaystyle n} vegades).

## Propietats
- Sigui {\displaystyle k\in \mathbb {N} ,\;f_{k}\in Frp}
- Sigui {\displaystyle \;a>b,\;f_{k}(a)>f_{k}(b)}
- Sigui {\displaystyle \;x,k\in \mathbb {N} ,\;f_{k}(x)>x}
- Sigui {\displaystyle \;k\in \mathbb {N} ,\;f_{k+1}(x)>f_{k}(x)}

A més, la funció d'Ackermann ({\displaystyle Ack(x)=f_{x}(x)}) no és FRP (funció recursiva primitiva). La demostració d'aquest teorema es du a terme per reducció a l'absurd i utilitzant la premissa que tota funció recursiva primitiva està majorada per una funció d'Ackermann.
Comencem suposant que {\displaystyle Ack(x)\in Frp}, per tant {\displaystyle Ack(x)+1\in Frp}
Fent servir la premissa de la majoració, ha d'existir un valor {\displaystyle k} tal que {\displaystyle Ack(x)+1\leq f_{k}(x)}
Però llavors, com que això val per a tot {\displaystyle x}, també valdrà per a {\displaystyle x=k}.
{\displaystyle ACK(k)+1\leq f_{k}(k)}, fent servir la definició, trobem que:
{\displaystyle ACK(k)+1\leq ACK(k)}
Que és absurd.
Aquesta funció creix extremadament ràpid: el valor A (4,2) ja té 19.729 dígits. Aquest creixement desmesurat es pot utilitzar per demostrar que la funció computable f (n) = A (n, n) creix més ràpid que qualsevol altra funció recursiva primitiva, i per això no és recursiva primitiva.

## Taula de valors
| m\n | 0      | 1           | 2                                                    | 3             | 4           | n                                                                 |
| --- | ------ | ----------- | ---------------------------------------------------- | ------------- | ----------- | ----------------------------------------------------------------- |
| 0   | 1      | 2           | 3                                                    | 4             | 5           | n + 1                                                             |
| 1   | 2      | 3           | 4                                                    | 5             | 6           | n + 2                                                             |
| 2   | 3      | 5           | 7                                                    | 9             | 11          | 2n + 3                                                            |
| 3   | 5      | 13          | 29                                                   | 61            | 125         | {\displaystyle 8\cdot 2^{n}-3}                                    |
| 4   | 13     | 65533       | {\displaystyle 2^{65536}-3\approx 2\cdot 10^{19728}} | A(3,265536-3) | A(3,A(4,3)) | {\displaystyle 2^{2^{\dots ^{2}}}-3} ({\displaystyle n+3} termes) |
| 5   | 65533  | A(4,65533)  | A(4,A(5,1))                                          | A(4,A(5,2))   | A(4,A(5,3)) |                                                                   |
| 6   | A(5,1) | A(5,A(5,1)) | A(5,A(6,1))                                          | A(5,A(6,2))   | A(5,A(6,3)) |                                                                   |
Per fer-se una idea de la magnitud dels valors que apareixen de la fila 4 en endavant, es pot destacar que, per exemple, A (4, 2) és major que el nombre de partícules que formen l'univers elevat a la potència 200 i el resultat de A (5, 2) no es pot escriure, ja que no cabria en l'univers físic. En general, per sota de la fila 4, ja no és possible escriure tots els dígits del resultat de la funció.

## Explicació intuïtiva
La primera fila de la funció d'Ackerman conté els enters positius, ja que A (0, n) consisteix en sumar un a n. La resta de les files es poden veure com indireccions cap a la primera. En el cas de m = 1, es redirecciona cap a A (0, n  + 1); tanmateix, la simplificació és una mica complicada:
| {\displaystyle A\,(1,2)} | {\displaystyle =A\,(0,A(1,1))}      |
|                          | {\displaystyle =A\,(0,A(0,A(1,0)))} |
|                          | {\displaystyle =A\,(0,A(0,2))}      |
|                          | {\displaystyle =A\,(0,3)}           |
|                          | {\displaystyle =4\,}                |

Es pot intentar amb un cas una mica més complicat, com A (4, 3); el primer valor que no cap en l'univers físic.
| {\displaystyle A\,(4,3)} | {\displaystyle =A\,(3,A(4,2))}                               |
|                          | {\displaystyle =A\,(3,A(3,A(4,1)))}                          |
|                          | {\displaystyle =A\,(3,A(3,A(3,A(4,0))))}                     |
|                          | {\displaystyle =A\,(3,A(3,A(3,A(3,1))))}                     |
|                          | {\displaystyle =A\,(3,A(3,A(3,A(2,A(3,0)))))}                |
|                          | {\displaystyle =A\,(3,A(3,A(3,A(2,A(2,1)))))}                |
|                          | {\displaystyle =A\,(3,A(3,A(3,A(2,A(1,A(2,0))))))}           |
|                          | {\displaystyle =A\,(3,A(3,A(3,A(2,A(1,A(1,1))))))}           |
|                          | {\displaystyle =A\,(3,A(3,A(3,A(2,A(1,A(0,A(1,0)))))))}      |
|                          | {\displaystyle =A\,(3,A(3,A(3,A(2,A(1,A(0,A(0,1)))))))}      |
|                          | {\displaystyle =A\,(3,A(3,A(3,A(2,A(1,A(0,2))))))}           |
|                          | {\displaystyle =A\,(3,A(3,A(3,A(2,A(1,3)))))}                |
|                          | {\displaystyle =A\,(3,A(3,A(3,A(2,A(0,A(1,2))))))}           |
|                          | {\displaystyle =A\,(3,A(3,A(3,A(2,A(0,A(0,A(1,1)))))))}      |
|                          | {\displaystyle =A\,(3,A(3,A(3,A(2,A(0,A(0,A(0,A(1,0))))))))} |
|                          | {\displaystyle =A\,(3,A(3,A(3,A(2,A(0,A(0,A(0,A(0,1))))))))} |
|                          | {\displaystyle =A\,(3,A(3,A(3,A(2,A(0,A(0,A(0,2))))))}       |
|                          | {\displaystyle =A\,(3,A(3,A(3,A(2,A(0,A(0,3)))))}            |
|                          | {\displaystyle =A\,(3,A(3,A(3,A(2,A(0,4)))))}                |
|                          | {\displaystyle =A\,(3,A(3,A(3,A(2,5))))}                     |

Per continuar calculant aquest valor, caldria trobar que A (2, 5) val 13, i després avaluar A (3, 13), que és 8179. Tanmateix, el valor de A (3, 8179) és comparable al nombre d'àtoms de l'univers elevat a una potència de més de 12. Aquest nombre hauria de calcular-se per fer la crida més externa a la funció, però ja no seria possible escriure els dígits del resultat en l'univers físic.
Tot això per composició de l'única operació aritmètica que s'utilitza, és a dir, l'increment en un d'un valor (en el càlcul de A (0, n)).

## Descripció explícita
Intuïtivament, la funció d'Ackermann defineix la generalització de la multiplicació per dos (sumes iterades) i l'exponenciació en base 2 (productes iterats) fins a l'exponenciació iterada; la iteració de l'exponenciació iterada; la iteració de l'operació anterior; etc. Pot expressar-se de forma concisa i no recursiva mitjançant la notació de fletxa de Conway:
{\displaystyle A(m,n)=2\rightarrow (n+3)\rightarrow (m-2)-3}
o els hiperoperadors:
{\displaystyle A(m,n)=\mathrm {hyper} (2,n+3,m-2)-3\;}

## Història
El 1928, Wilhelm Ackermann va considerar una funció doblement recursiva A (m, n, p) de tres variables: m  → n  → p en la notació de Conway. Ackermann va demostrar que es tracta d'una funció recursiva que no és primitiva recursiva. Aquesta definició va ser simplificada per Rózsa Péter i Raphael Robinson a la versió de dues variables. Rozsa Peter també va demostrar que la doble recursió no es pot reduir a recursió primitiva (i que de la mateixa manera la triple recursió no es pot reduir a recursió primitiva i doble recursió, etc.).
Tanmateix, la primera funció doblement recursiva que no és recursiva primitiva va ser descoberta per Gabriel Suen el 1927:
{\displaystyle F_{0}(x,y)=x+y,\,}
{\displaystyle F_{n+1}(x,0)=x,\ n\geq 0\,}
{\displaystyle F_{n+1}(x,y+1)=F_{n}(F_{n+1}(x,y),F_{n+1}(x,y)+y+1),\ n\geq 0.\,}
Tant Sudan com Ackermann eren alumnes de David Hilbert en aquell moment.

## Anàlisi d'algorismes
Així com la funció diagonal f (n)  = A (n, n) creix molt ràpidament, la seva inversa creix molt lentament i s'utilitza freqüentment en anàlisi d'algorismes. En aquest context, se sol redefinir la funció d'Ackermann per una altra de comportament asimptòtic similar, però evitant els termes −3, o partint de les potències de 2 per a la fila 0 (que equival a ometre les tres primeres files). Si bé el resultat d'aquestes variants no és idèntic al de la funció original, es poden veure com a similars en ser possible delimitar la diferència. En el cas de la inversa de la funció diagonal, el seu resultat és inferior a 4 per a entrades de pràcticament qualsevol mida, de manera que s'assimila a una funció constant.

## Mesura de comparació
A causa de la seva definició, profundament recursiva, la funció d'Ackermann s'utilitza amb freqüència per comparar compiladors pel que fa a la seva habilitat per optimitzar la recursió. Per exemple, un compilador capaç de notar que A (3, 30) es pot calcular basant-se en potències de 2, o que guarda resultats intermediaris tals com A (3, n) i A (2, n) en lloc de recalcular-los cada vegada, estalviaria temps d'execució per un factor de 100 o 1000. Igualment, en calcular directament A (1, n) en lloc de fer una trucada recursiva s'obtenen estalvis significatius.
És possible calcular el terme A (4, 2) però no recursivament, sinó per altres mitjans.

## Codi C
El codi en C és el següent:
```
int Ackermann(int p, int q)
{
 if(p==0) return q+1;
 else if(q==0) return Ackermann(p-1,1);
 else return Ackermann(p-1,Ackermann(p,q-1));
}

```

## Codi d'Haskell
El codi d'Haskell és el següent:
```
ack 0 n = n + 1
ack m 0 = ack (m - 1) 1
ack m n = ack (m - 1) (ack m (n - 1))
```

## Codi de Prolog
El codi en Prolog és el següent:
```
ackermann(0,N,R):- R is N+1.
ackermann(M,0,R):- M1 is M-1,
 ackermann(M1,1,R).
ackermann(M,N,R):- M1 is M-1,
	 N1 is N-1,
		 ackermann(M,N1,R1),
		 ackermann(M1,R1,R).

```

## Codi d'Ada
El codi d'Ada és el següent:
```
function Ackermann (m, n : Integer) return Integer is
begin
 if m = 0 then
 return n + 1;
 elsif m > 0 and n = 0 then
 return Ackermann (m - 1, 1);
 elsif m > 0 and n > 0 then
 return Ackermann (m - 1, Ackermann (m, n - 1));
 end if;
end Ackermann;

```

## Codi en Python
El codi en Python (3.0) és el següent:
```
def ackermann(m,n):
 if m == 0: return n+1
 elif m > 0 and n == 0: return ackermann(m-1,1)
 elif m > 0 and n > 0: return ackermann(m-1, ackermann(m,n-1))

```